# Scald
Scald ist eine 1993 in Jaroslawl gegründete Epic-Doom-Band. Die Gruppe wurde 1997, nachdem Sänger Maxim „Agyl“ Andrianov bei einem Zugunglück verstarb, aufgelöst und 2019, ursprünglich für einen einzelnen Auftritt, reformiert. Mit ihrem einzigen in Ur-Besetzung veröffentlichten Album Will of Gods Is a Great Power wird der Band ein Kultstatus im gesamten Doom-Metal-Spektrum zugeschrieben.

## Geschichte
Mit 220 Volt und Росс waren der Schlagzeuger Aleksandr „Ottar“ Kudryashov und der Sänger Maxim „Agyl“ Andrianov bereits seit 1988 als Heavy-Metal-Band in Jaroslawl aktiv. Veröffentlichungen dieser Projekte blieben jedoch aus. Als Scald gründeten beide 1993 in der Fortführung von Росс die erste Epic-Doom-Band Russlands mit dem Bassist Ilja „Velingor“ Timashev sowie den Gitarristen Ivan „Harald“ Sergeev und Vladimir „Karry“ Ryzhkovskiy, der etwas später als die weiteren Musiker Scald komplettierte. Diese als Ur-Besetzung der Gruppe hatte sich bis zur Aufnahme und Veröffentlichung des Demobands 1994 North Winds zusammengefunden und blieb bis zur Auflösung der Gruppe 1997 erhalten. Ihren, um Andrianovs Gesang arrangierten, Epic-Doom-Stil entwickelte die Gruppe inspiriert durch Musikalben von Gruppen wie Bathory, Manowar und Candlemass, welche die Bandmitglieder auf dem sowjetischen Schwarzmarkt und dem aufkeimenden russischen Musikmarkt gekauft hatten, und der Überzeugung Andrianovs, in langsamen Harmonien mehr Möglichkeit zur kreativen Entfaltung wahrnehmen zu können.
Das im Proberaum eingespielte Demo North Winds wurde von Scald und dem eigens zur Promotion von Scald und Crrombid Traxorm gegründetem Label Wroth Emitter, 1994 an diverse russische Fanzines geschickt. Aus der positiven Resonanz heraus und dem Wunsch, zu spielen, bestritt die Band Auftritte mit regionalen und populären Interpreten sowie bei Musikfestivals in Jaroslawl und Moskau des Rock und Metal. Häufig trat die Band ohne Gage auf. Bei dieser Gelegenheit gewann Scald vereinzelt Preise und konnte einen Vertrag mit dem russischen Label MetalAgen erlangen.
Die Aufnahmen zu ihrem Debütalbum begann die Band im Jahr 1996. Scald konnte das Album im Check Sound Studio, einem der wenigen damals aktiven professionellen Aufnahmestudio ihrer Heimatstadt ohne Aufnahmeerfahrung, einspielen. Auch der Tontechniker sah sich erstmals mit der Aufgabe, eine Metal-Band im Aufnahmeprozess zu unterstützen, konfrontiert. Entsprechend beschrieb Timashev die Aufnahme als „Versuch-und-Irrtum-Methode“ zur „Schöpfung“ der Stücke. Die Band probte mehrere Stunden und spielte die Musik als Rohfassung im Aufnahmeraum ein. Andrianov kommentierte die Ergebnisse mit Ideen zu möglichen Geschichten und Texten. Aus diesen Ideen wählte die Band jene, die ihnen am meisten zusagten, um sie gemeinsam einzuspielen. Das Ergebnis wurde von den Musikern als roh und schlecht gemastert aufgefasst. Dennoch wurde das 1996 als MC veröffentlichte Will of Gods Is a Great Power ein Erfolg. Von Patrick W. Engel remastert und als Will of the Gods Is Great Power neu betitelt wurde das Album in unterschiedlichen Formaten mehrfach wiederveröffentlicht. Seither genießt das Album internationale Anerkennung und ist laut dem Genre-Chronisten, Musikjournalisten und Autor des Doom Metal Lexicanum Aleksey Evdokimov ein Album, das „jeder Doom-Fan hören sollte.“
Die Karriere der Band endete abrupt am 6. September 1997 durch den Tod von Andrianov. Er wurde nah einer Bahnstrecke mit einer tödlichen Schädelverletzung gefunden. Die genauen Todesumstände gelten als ungeklärt. Die verbleibenden Mitglieder lösten Scald unmittelbar auf und gründeten andere Projekte, wie die Folk-Metal-Band Tumulus. Scald habe lediglich mit Andrianov Sinn ergeben und stand eng in kreativen und konzeptionellen Zusammenhang mit seiner Person kommentierte Timashev den Entschluss. In den Jahren nach der Auflösung erlangte Scald einen Kultstatus als Epic-Doom-Band, deren einziges Album zu den bedeutendsten Veröffentlichungen des Subgenres gerechnet wurde. Auch im gesamten Spektrum des Doom Metal wurde das häufig als Will of Gods Is Great Power neu aufgelegte Will of Gods Is a Great Power zu einem der beliebtesten und bekanntesten Veröffentlichungen gezählt. So wurde Will of Gods Is a Great Power von Musikmagazinen wie dem Deaf Forever auf Platz 50 und dem Decibel auf Platz 73 in Doom-Metal-Bestenlisten als „Geheimer Klassiker“ von „großer Kraft“ aufgenommen. Neben dem Studioalbum wurde auch das Demo und bis dahin unveröffentlichtes Material der Gruppe Росс im Zuge des Interesses an Scald herausgegeben.

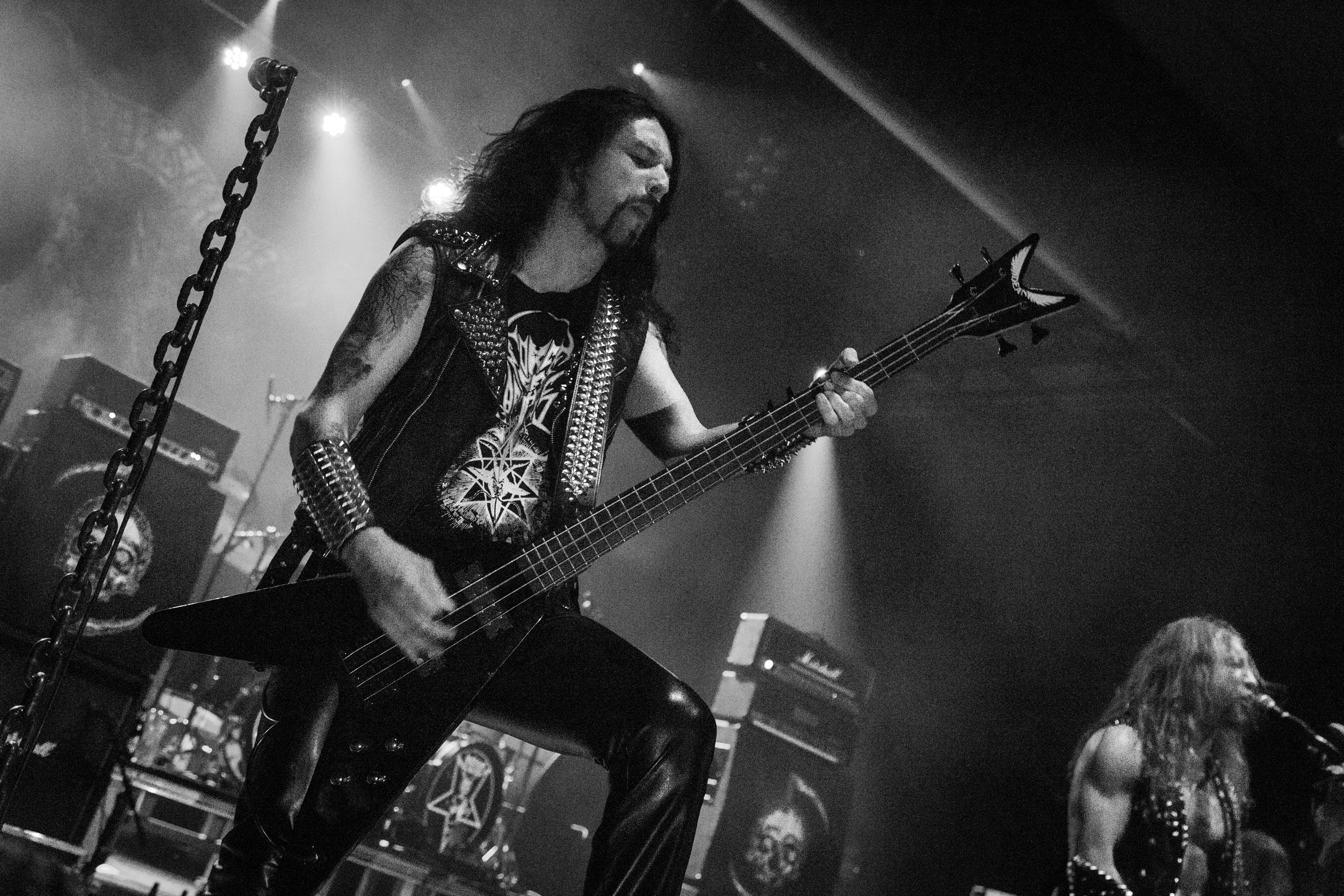
Felipe Plaza im Jahr 2016 mit Deströyer 666 beim Tongeren Metal Fest in Belgien

Tatiana Krylova, die sich um das Management von Tumulus und Intothecrypt, einem Projekt von Timashev und Sergeev, kümmerte, forcierte ein Treffen der Bandmitglieder mit dem Vorschlag einer Reunion für einen, noch nicht benannten Auftritt mit einem angemessenen Sänger. Nachdem die Musiker in Felipe Plaza „Kutzbach“, der als Sänger von Capilla Ardiente, Deströyer 666 und mehr bekannt war und der sich bereits zuvor als spontaner Ersatz für die Epic-Doom-Band Solstice einbrachte, den gesuchten Sänger gefunden hatte, begann Scald damit ihre Reunion über Soziale Medien zu thematisieren. Auf Facebook-Fotos der Gruppe reagierte Oliver Weinsheimer, Redakteur des Rock Hard und Mitveranstalter der Festivals Keep It True und Hammer of Doom, und bot Scald einen Auftritt beim Hammer of Doom für das Jahr 2019 an. Aus dem Erfolg des Auftritts am Abend des 16. November 2019 fassten die Musiker den Entschluss, die Gruppe in der so gegebenen Besetzung dauerhaft fortzuführen. Bis Scald aufgrund der COVID-19-Pandemie ihre Tour-Aktivität beenden musste, trat die Band weiter International auf. Im Februar 2021 veröffentlichte Scald mit der EP There Flies Our Wail! ihre ersten neuen Studioaufnahmen seit 1996.

## Stil
Scald spielt einen Crossover aus Viking Metal im Stil von Bathory zur Zeit des Albums Hammerheart und Epic Doom der jenem vom Candlemass entspricht. In der Datenbank des Webzines Doom-Metal.com wird die Musik von Scald als Kombination aus „majestätisch langsamen Riffs, starken Soli und episch klaren und jammernden Gesang“ den die Band in den „Mittelpunkt ihrer Kompositionen“ stellt beschrieben.
Der lyrische Fundus entspricht, mit Verweisen und Anlehnungen auf und an die Nordische Mythologie, dem Klang zwischen Viking Metal und Epic Doom und beinhaltet „überlange Sagas von tragischen Helden, stürmischer See und einem Weltende im Feuer.“

## Diskografie
- 1994: North Winds (Demo, Worth Emitter; 1995: Gothic Horde; 2019: Messe Noire)
- 1997: Will of Gods Is a Great Power (Album, MetalAgen; als Will of Gods Is Great Power 2003: Wroth Emitter; 2005: Kyrck Productions; 2017: Sarlacc; 2018: Ordo MCM; 2019: Hammerheart; 2021: High Roller Records)
- 2013: Agyl’s Saga (Split-Doppel-Kompilation mit Pocc, Worth Emitter)
- 2021: There Flies Our Wail! (EP, High Roller Records)